# 驢乳
驢乳（ろにゅう）は、家畜化されたロバの乳である。古代から美容や乳幼児の栄養補給に用いられてきた。

## 歴史
驢乳は古代エジプトの頃から食用や美容目的で使用されてきた。医師たちは、治癒や美容の効果があるとされることから、いくつかの疾患の治療に驢乳を推奨した。
ヒポクラテスは、驢乳の薬効について初めて記し、中毒、発熱、感染症、浮腫、創傷、鼻血、肝臓障害など、数多くの症状に処方した。 ローマ時代には、治療薬として認められていた。ガイウス・プリニウス・セクンドゥスは、百科事典的著作『博物誌』の中で、驢乳の健康効果について幅広く記している。
驢乳について初めて本格的な科学的考察がなされたのは、ルネサンス期になってからである。ビュフォン伯ジョルジュ＝ルイ・ルクレール・ド・ビュフォン（1707年-1788年）は、その著書『博物誌（1749年刊行）』の中でロバ乳の効能について言及しており、ナポレオンの妹であるポーリーヌ・ボナパルトは、スキンケアに驢乳を使用していたと伝えられている。19世紀のフランスでは、小児支援病院のパロット医師が、母親のいない赤ん坊をロバの乳首に直接飲ませる習慣を広めた（Bulletin de l'Académie de médicine, 1882）。ロバの乳は20世紀まで、孤児の乳幼児に飲ませるため、また虚弱な子供や病人、老人を治療するために売られていた。このため、ギリシャ、イタリア、ベルギー、ドイツ、スイスでは、多くの農場でロバが生まれた。
21世紀には、驢乳は主に石鹸や保湿剤の製造に使用されている。ただし、新たな証拠によれば、牛乳タンパク質アレルギー（CMPA）を持つ乳幼児や小児の治療といった医療用途として使用できる可能性があることが示されている。